# Tübinger Memorandum
Das Tübinger Memorandum war eine an den Deutschen Bundestag gerichtete Denkschrift, die 1961 von evangelischen Prominenten und Wissenschaftlern, darunter Carl Friedrich von Weizsäcker und Werner Heisenberg, verfasst wurde. Sie sprachen sich darin gegen eine nukleare Aufrüstung und für die Anerkennung der Oder-Neiße-Grenze aus.
Das Memorandum war nach der Erklärung der Göttinger Achtzehn die zweite Initiative von Carl Friedrich von Weizsäcker, in der er sich gegen eine atomare Aufrüstung Deutschlands wandte. Es wurde am 6. November 1961 unterzeichnet und an Abgeordnete des Deutschen Bundestages versandt. Am 24. Februar 1962 wurde es allgemein veröffentlicht. In dessen Erläuterung tauchte erstmals das Motto „Mehr Demokratie wagen“ auf, das später von Willy Brandt aufgenommen und im Ursprung diesem zugeschrieben wurde.
Die Unterzeichner des Memorandums waren:
- Hellmut Becker, Kreßbronn;
- Präses D. Joachim Beckmann, Düsseldorf;
- Intendant Klaus von Bismarck, Köln;
- Werner Heisenberg, München;
- Günter Howe, Heidelberg;
- Georg Picht, Hinterzarten;
- Ludwig Raiser, Tübingen;
- Carl Friedrich von Weizsäcker, Hamburg.